# Patricia López
Patricia Javiera López Menadier (Santiago, 10 de julio de 1977) es una actriz, gestora cultural y cantante chilena. Reconocida con los Premios Pedro Sienna, Altazor y APES por la película “La Sagrada Familia”, dirigida por Sebastián Lelio, ganador del Premio Oscar. Reconocida como mejor actriz protagónica en los festivales Internacionales de Bolivia y Ecuador. 
Premio APES como mejor actriz secundaria por la película “El Desquite” de Andrés Wood y a recibido diversas nominaciones por su trabajos en teatro y televisión.

## Biografía
Estudió actuación teatral en la Academia Club de Teatro Dirigida por el Premio Nacional de Arte Fernando González Mardones Continúa su estudios en el Centro de Experimentación Teatral La Memoria dirigida por Alfredo Castro, Lee Strasberg Theatre and Film Institute en Los Ángeles, California, en Pantheatre Roy Hart de París y la Fitzmaurice Voice Technique de Dublín. Adicionalmente a sus estudios de actuación y performance vocal, es Diplomada en Cine Documental en la Escuela de Cine de Chile y en Gestión Cultural en la Pontificia Universidad Católica de Chile. 
Diversos premios y nominaciones destacan su versatilidad y fuerza interpretativa. En Chile recibe los Premios APES, Premios Altazor, Premio Pedro Sienna y en los Festivales Internacionales de Cine de Perú, Bolivia y Guayaquil, los Galardones como Mejor Actriz de Cine por su rol protagónico en la película La Sagrada Familia del director Sebastián Lelio (Gloria, Una mujer fantástica) y El desquite de Andrés Wood.
Por su trabajo en teatro ha sido nominada a los Premios Altazor por 39 escalones y Fuenteovejuna y en televisión por el rol de "Yesenia" en la exitosa teleserie Amores de mercado de Televisión Nacional de Chile (TVN).
Tras haber estudiado dramaturgia con Juan Radrigán y Luis Barrales y guion con Robert McKee, realiza la adaptación de dos temporadas de la serie mexicana de TV Azteca Lo que callamos las mujeres, para Chilevisión.
Ha participado en las teleseries más exitosas de TVN, como Amores de mercado, Purasangre, El señor de la Querencia y ¿Dónde está Elisa?. Ha conducido programas como Chile lindo y La ruta de Chile (TVN), junto a Sergio Lagos el docu-reality Solteros, en busca del amor de Canal 13; y reemplazó a Tonka Tomicic en la conducción de Bienvenidos de Canal 13.
Como Gestora Cultural, apoya constantemente el desarrollo de la cultura popular de su país y crea su propia casa productora, ATENEA Producciones y Gestión Cultural. 
En 2003 dirige y produce el Homenaje 110 años del Natalicio de Vicente Huidobro, evento gratuito para 15 mil personas, realizado en el balneario de Cartagena.
En 2011 dirige el musical infantil Gusanos, EL Musical, proyecto de integración de la discapacidad coproducido con la Fundación COANIL.
De 2015 a 2017 produce el clásico teatral chileno Tres Tristes Tigres - texto que inspira la película de Raúl Ruiz- y el drama musical Pobre Inés sentada ahí, ambas obras del reconocido dramaturgo chileno Alejandro Sieveking, en coproducción con Fundación Corpartes, Consejo Nacional de la Cultura y las Artes y Pullmanbus. 
Colabora en importantes encuentros culturales chilenos como impulsora de "La Cumbre Huachaca", el  "Primer encuentro de Género y Medio Ambiente" de la Isla Juan Fernández, Festival "FECID" y "Pintacanes" de La Pintana, El "Festival de Murgas y Comparsas de San Antonio". Como jurado colabora en el Festival Internacional de la Canción de Viña del Mar, entre muchos otros festivales de folklore, danza, teatro y cine a lo largo del país.
En el ámbito musical, es discípula del Premio Presidente de la República Pepe Fuentes y María Esther Zamora. Actualmente colabora con la agrupación folklórica "3x7 Veintiuna" y "Los Alegres del Puerto" en diversos conciertos a lo largo del país.
Se inscribió como candidata independiente a las elecciones de convencionales constituyentes de 2021 por el distrito 8 (Colina, Lampa, Pudahuel, Quilicura, Tiltil, Cerrillos, Estación Central y Maipú), formando parte de la lista Apruebo Dignidad.

## Filmografía
| Año  | Título                      | Papel      | Director            |
| ---- | --------------------------- | ---------- | ------------------- |
| 1999 | El desquite                 | Carmencita | Andrés Wood         |
| 2001 | La fiebre del loco          | Isabel     | Andrés Wood         |
| 2002 | Sangre eterna               | Elizabeth  | Jorge Olguín        |
| 2004 | El Roto: Perjudícame cariño | Victoria   | Alberto Daiber      |
| 2006 | La sagrada familia          | Sofía      | Sebastián Lelio     |
| 2009 | Grado 3                     | Teresa     | Roberto Artiagoitía |
| 2011 | Baby Shower                 | Soledad    | Pablo Illanes       |

## Telenovelas
| Año  | Título                   | Papel             | Ref.                        |
| ---- | ------------------------ | ----------------- | --------------------------- |
| 1999 | Aquelarre                | Carolina Meneses  | Elenco principal            |
| 2000 | Santo ladrón             | Celia Maki        | Elenco principal            |
| 2001 | Amores de mercado        | Yesenia Solís     | Elenco principal            |
| 2002 | Purasangre               | Amanda Rodríguez  | Protagonista; 114 episodios |
| 2003 | Pecadores                | Miranda Ahumada   | Elenco principal            |
| 2005 | Los Capo                 | Marietta Ragano   | Elenco principal            |
| 2006 | Cómplices                | Alejandra Loyola  | Elenco principal            |
| 2007 | Corazón de María         | Amneris Zúñiga    | Elenco principal            |
| 2008 | El señor de La Querencia | María Pradenas    | Elenco principal            |
| 2009 | ¿Dónde está Elisa?       | Adriana Castañeda | Elenco principal            |
| 2010 | Feroz                    | Kiara Montero     | Antagonista; 122 episodios  |
| 2012 | Reserva de familia       | Mónica Robles     | Antagonista, 123 episodios  |
| 2013 | Socias                   | Beatriz Benavides | 26 episodios                |
| 2015 | Veinteañero a los 40     | Janin Díaz        | Elenco principal            |
| 2019 | Yo soy Lorenzo           | Patricia Silva    | Elenco principal            |
| 2020 | Demente                  | Nancy Ulloa       | ¿? episodios                |

| Año  | Título                      | Papel             | Ref.                         |
| ---- | --------------------------- | ----------------- | ---------------------------- |
| 2001 | Cartas de mujeres           |                   | Episodio: Uppercut           |
| 2002 | La vida es una lotería      | Myriam            | Episodio: La mujer de Samuel |
| 2004 | Tiempo final                | Flor              | Episodio: La entrega         |
| 2008 | Camera café                 | Colombina Astorga | Protagonista                 |
| 2011 | Infieles                    | Virginia          | Episodio: Arañazo            |
| 2013 | Lo que callamos las mujeres | Ana               |                              |
| 2015 | Los años dorados            | Violeta Peña      | 3 episodios                  |
| 2016 | Vidas en riesgo             | Tania             |                              |

#### Programas
- Chile lindo (TVN, 2002) - Programa de viajes por Chile.
- Estrellas en el Hielo (TVN, 2008) - Participante
- LIII Festival Internacional de Viña del Mar (Canal 13/TVN, 2010) - Jurado folclórica
- Mujeres destacadas (Telecanal, 2012) - Invitada
- Vértigo (Canal 13, 2013) - Invitada (Ganadora)
- Zona de Estrellas (Zona Latina, 2013) - Invitada
- Juga2 (TVN, 2013) - Participante
- Vértigo (Canal 13, 2015) - Invitada
- Bienvenidos (Canal 13, 2015) - Conductora (reemplazo de Tonka Tomicic)
- Solteros, en busca del amor (Canal 13, 2015-2016) - Conductora (junto a Sergio Lagos)
- La divina comida (Chilevisión, 2016) - Participante anfitriona
- La ruta de Chile (TVN, 2016) Programa de viajes dirigido por Ricardo Astorga.
- Podemos hablar  (Chilevisión, 2019) - Invitada.

## Teatro
- La viuda de Apablaza (1999)
- Yo solo soy casualmente yo (2000)
- Confesiones (2000)
- Bukowsky, Bukowsky (2001)
- Roberto Zucco (2006)
- Fuenteovejuna (2007)
- Santa Juana de los Mataderos (2007)
- Pánico escénico (2008)
- Madame de Sade (2008)
- Matanza en Zapallar (2008)
- Apoteosis Final: BBB Up (2009)
- El hombre de La mancha (2010)
- Los 39 escalones (2013)
- Tres tristes tigres (2015)
- Pobre Inés sentada ahí (2016)

## Discografía

### Sencillos
- Amante Feroz, banda sonora teleserie Feroz canal 13 (Patricia López Ft. Letal, 2010)

## Videos musicales
| Año  | Título                  | Artista    | Director      |
| ---- | ----------------------- | ---------- | ------------- |
| 1997 | Lo que eres             | Solar      |               |
| 1999 | No me falles            | Los Tres   | Carlos Moena  |
| 2017 | Ni una más ni una menos | Mamma Soul | Gabriela Toro |

## Premios y nominaciones
Premios Altazor
| Año  | Categoría                  | Producción        | Resultado |
| ---- | -------------------------- | ----------------- | --------- |
| 2002 | Mejor actriz de televisión | Amores de mercado | Nominada  |
| 2007 | Mejor actriz de cine       | Sagrada familia   | Ganadora  |
| 2014 | Mejor actriz de teatro     | Los 33 escalones  | Nominada  |

Premios APES
| Año  | Categoría                       | Producción      | Resultado |
| ---- | ------------------------------- | --------------- | --------- |
| 1999 | Mejor actriz secundaria en cine | El desquite     | Ganadora  |
| 2006 | Mejor actriz de cine            | Sagrada familia | Ganadora  |
| 2007 | Mejor actriz de teatro          | Fuenteovejuna   | Nominada  |

Premio Pedro Sienna
| Año  | Categoría            | Producción      | Resultado |
| ---- | -------------------- | --------------- | --------- |
| 2007 | Mejor actriz en cine | Sagrada familia | Ganadora  |

Otros premios y nominaciones
| Año  | Premio                                        | Categoría            | Producción      | Resultado |
| ---- | --------------------------------------------- | -------------------- | --------------- | --------- |
| 2006 | Festival Iberoamericano de Cine de Santa Cruz | Mejor actriz en cine | Sagrada familia | Ganadora  |
| 2006 | Festival Internacional de Cine de Guayaquil   | Mejor actriz en cine | Sagrada familia | Ganadora  |
| 2006 | Festival de Cine de Lima                      | Mejor actriz en cine | Sagrada familia | Ganadora  |